# Ooctonus
Ooctonus is een geslacht van vliesvleugeligen uit de familie Mymaridae. De wetenschappelijke naam van dit geslacht is voor het eerst geldig gepubliceerd in 1833 door Haliday.

## Soorten
Het geslacht Ooctonus omvat de volgende soorten:
- Ooctonus albiclavus Huber, 2010
- Ooctonus aphrophorae Milliron, 1947
- Ooctonus australensis Perkins, 1905
- Ooctonus canadensis Whittaker, 1931
- Ooctonus capensis Huber, 2010
- Ooctonus flavipodus Subba Rao, 1989
- Ooctonus fuscipes Whittaker, 1931
- Ooctonus hemipterus Haliday, 1833
- Ooctonus himalayus Subba Rao, 1989
- Ooctonus infuscatus Huber, 2010
- Ooctonus insignis Haliday, 1833
- Ooctonus lapen Triapitsyn, 2010
- Ooctonus lokomotiv Triapitsyn, 2010
- Ooctonus nigrotestaceus Subba Rao, 1989
- Ooctonus notatus Walker, 1846
- Ooctonus novickyi Soyka, 1950
- Ooctonus occidentalis Whittaker, 1931
- Ooctonus orientalis Doutt, 1961
- Ooctonus quadricarinatus Girault, 1916
- Ooctonus saturn Triapitsyn, 2010
- Ooctonus silvensis Girault, 1916
- Ooctonus sinensis Subba Rao, 1989
- Ooctonus spartak Triapitsyn, 2010
- Ooctonus sublaevis Förster, 1847
- Ooctonus tretiakovi Triapitsyn, 2010
- Ooctonus us Triapitsyn, 2010
- Ooctonus vulgatus Haliday, 1833